# 瑞西香槟
瑞西香槟（法語：Jussy-Champagne，法語發音：[ʒysi ʃɑ̃paɲ]）是法国谢尔省的一个市镇，位于该省中部偏东南，属于布尔日区。

## 地理
瑞西香槟（46°59'8"N, 2°38'38"E）面积27.3 平方千米，位于法国中央-卢瓦尔河谷大区谢尔省，该省份为法国中部省份，北起卢瓦雷省，西接卢瓦-谢尔省和安德尔省，南至克勒兹省，东南接阿列省，东临涅夫勒省。
与瑞西香槟接壤的市镇（或旧市镇、城区）包括：阿沃尔、克朗河畔邦日、克罗斯、雷蒙、沃尔奈、奥姆里。

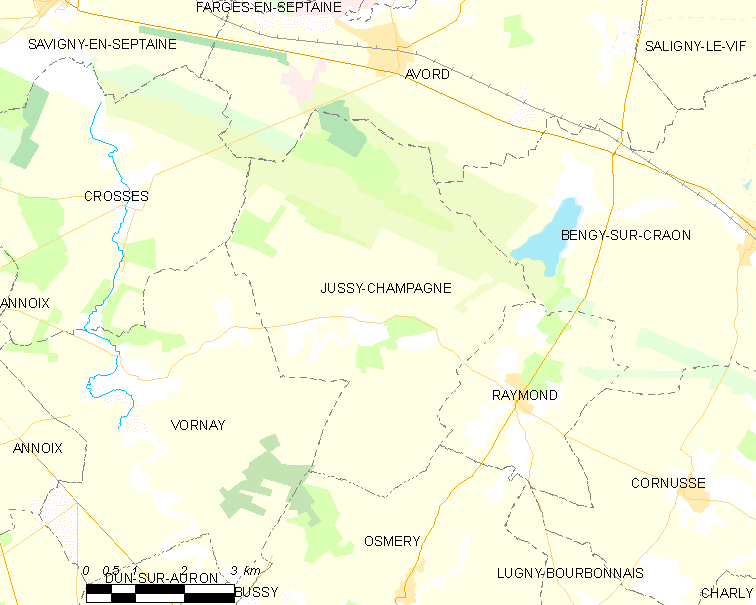
瑞西香槟的OSM定位图

瑞西香槟的时区为UTC+01:00、UTC+02:00（夏令时）。

## 行政
瑞西香槟的邮政编码为18130，INSEE市镇编码为18119。

## 政治
瑞西香槟所属的省级选区为阿沃尔县。

## 人口

1962-2008年间瑞西香槟人口变化图示

瑞西香槟于2022年1月1日时的人口数量为206人。